# HD 225239
HD 225239 — звезда 6,11m видимой звёздной величины, которая находится в созвездии Андромеда на расстоянии около 59,85 световых лет от нас.

## Характеристики
HD 225239 принадлежит к классу жёлтых карликов — звёзд главной последовательности, — к которому принадлежит и наше Солнце. Температура поверхности звезды немного ниже, чем у нашего дневного светила, она составляет около 5528 градусов по Кельвину. Масса звезды составляет 1,10 массы Солнца. Возраст HD 225239 оценивается приблизительно в 5,8 миллиардов лет.